# Крибич
Крибич (њем. Kriebitzsch) општина је у њемачкој савезној држави Тирингија. Једно је од 40 општинских средишта округа Алтенбургер Ланд. Према процјени из 2010. у општини је живјело 1.166 становника. Посједује регионалну шифру (AGS) 16077022.

## Географски и демографски подаци
Крибич се налази у савезној држави Тирингија у округу Алтенбургер Ланд. Општина се налази на надморској висини од 200 метара. Површина општине износи 13,3 km². У самој општини живи 1.166 становника. Просјечна густина становништва износи 88 становника/km².